# Fundamentalna teologija
Fundamentalna teologija je teološka disciplina koja se bavi temeljnim pitanjima kršćanske vjere. Proučava pitanje Božje objave i njezine vjerodostojnosti, pitanje čina vjere kao osobnog pristanka i odgovora Bogu objavitelju, ulogu Crkve kao zajednice u kojoj se prenosi Objava, te pitanje mogućnosti teološke spoznaje.

## Metode
Metode fundametalne teologije su teološko-dogmatska i apologetsko-dijaloška. Teološko-dogmatska metoda polazeći od Svetog Pisma i Tradicije Crkve nastoji razumjeti Božju objavu, koja se u povijesti spasenja otkriva kao otajstvo i događaj. Objava ima svoj vrhunac u raspetom i uskrslom Isusu Kristu, a biva dostupna i prenosi se u Kristovoj Crkvi. Apologetsko-dijaloška metoda nastoji opravdati i obrazložiti kršćansku vjeru, te istinitost i vjerodostojnost Božje objave pred zahtjevom razuma. Uz teološku perspektivu koja izvire iz datosti Božje objave, fundamentalnu teologiju obilježava i antropološka perspektiva koja polazi od čovjeka, odnosno od temeljnih ljudskih pitanja, očekivanja i mogućnosti. Fundamentalna teologija u stalnom je dijalogu s filozofijom, kulturom, religijama, znanostima i drugim misaonim gibanjima.

## Vanjske poveznice
Mrežna mjesta
- Edvard Punda, [neaktivna poveznica], Obnovljeni život 1/2016.